# Chiconcuautla (kommun)
Chiconcuautla är en kommun i Mexiko.   Den ligger i delstaten Puebla, i den sydöstra delen av landet, 140 km nordost om huvudstaden Mexico City.
Följande samhällen finns i Chiconcuautla:
- Chiconcuautla
- San Lorenzo Tlaxipehuala
- Toxtla
- Tlaltenango
- Palzoquitla
- Cuetzalingo
- Benito Juárez
- Zacatepec
- Macuilacatla
- Axocopactla
- Huautla
- Mimitla